# Твінінг (Мічиган)
Твінінг (англ. Twining) — селище (англ. village) в США, в окрузі Аренак штату Мічиган. Населення — 130 осіб (2020).

## Географія
Твінінг розташований за координатами 44°6′55″ пн. ш. 83°48′44″ зх. д. / 44.11528° пн. ш. 83.81222° зх. д. (44.115193, -83.812228).  За даними Бюро перепису населення США в 2010 році селище мало площу 2,52 км², з яких 2,52 км² — суходіл та 0,00 км² — водойми.

## Демографія
Згідно з переписом 2010 року, у селищі мешкала 181 особа в 68 домогосподарствах у складі 49 родин. Густота населення становила 72 особи/км².  Було 81 помешкання (32/км²).
Расовий склад населення:
| - 98,9 % — білих - 0,6 % — корінних американців |

До двох чи більше рас належало 0,0 %. Частка іспаномовних становила 1,7 % від усіх жителів.
За віковим діапазоном населення розподілялося таким чином: 28,2 % — особи молодші 18 років, 60,2 % — особи у віці 18—64 років, 11,6 % — особи у віці 65 років та старші. Медіана віку мешканця становила 34,5 року. На 100 осіб жіночої статі у селищі припадало 94,6 чоловіків;  на 100 жінок у віці від 18 років та старших — 100,0 чоловіків також старших 18 років.
Середній дохід на одне домашнє господарство  становив 32 409 доларів США (медіана — 22 500), а середній дохід на одну сім'ю — 38 876 доларів (медіана — 35 893). За межею бідності перебувало 36,3 % осіб, у тому числі 54,5 % дітей у віці до 18 років та 15,0 % осіб у віці 65 років та старших.
Цивільне працевлаштоване населення становило 48 осіб. Основні галузі зайнятості: роздрібна торгівля — 35,4 %, мистецтво, розваги та відпочинок — 16,7 %, публічна адміністрація — 10,4 %, виробництво — 8,3 %.